# Litwin Bay
Die Litwin Bay (englisch für polnisch Zatoka Litwina) ist eine Bucht an der Johannes-Paul-II.-Küste von King George Island im Archipel der Südlichen Shetlandinseln. Sie liegt zwischen dem Davey Point und dem Cieślak Point vor der Front des Usher-Gletschers.
Polnische Wissenschaftler benannten sie 1984 nach Jozef Litwin, Hubschrauberpilot bei der zwischen 1978 und 1979 durchgeführten polnischen Antarktisexpedition.